# 普萊森特希爾 (伊利諾伊州)
普萊森特希爾（英語：Pleasant Hill）是位於美國伊利諾伊州派克縣的一個村落。

## 地理
普萊森特希爾的座標為39°26′36″N 90°52′23″W / 39.44333°N 90.87306°W，而該地最高點為海拔高度143米（即469英尺）。

## 人口
根據2010年美國人口普查的數據，普萊森特希爾的面積為2.10平方千米，當中陸地面積為2.03平方千米，而水域面積為0.07平方千米。當地共有人口966人，而人口密度為每平方千米460人。